# David Longstreth
David Longstreth (* 17. prosince 1981) je americký zpěvák a kytarista. Narodil se ve městě Southbury v americkém státě Connecticut. Své první album nazvané The Graceful Fallen Mango vydal roku 2002 a zanedlouho založil skupinu Dirty Projectors, se kterou vydal řadu alb. Rovněž se podílel na sólových nahrávkách jednoho dalších členů kapely, baskytaristy Nata Baldwina. Roku 2015 se podílel na písni „FourFiveSeconds“ tria Rihanna, Kanye West a Paul McCartney. Téhož roku složil klasickou skladbu nazvanou „Michael Jordan“ pro newyorský soubor Ensemble LPR. Rovněž vytvořil orchestrální aranžmá pro album Divers hudebnice Joanny Newsom. Jeho přítelkyní byla zpěvačka Amber Coffman, rovněž členka Dirty Projectors.